# Командный чемпионат России по спидвею 1994
Командный чемпионат России по спидвею 1994 — второй розыгрыш турнира. В этом сезоне было принято решение вернуться к традиционной матчевой формуле «каждый с каждым». Последовавшее за этим укрупнение состава команд и тяжелая экономическая ситуация в стране резко сократили количество команд-участниц. Параллельно команда «Турбина» сменила название на «Иргиз».

## Участники чемпионата
| Название команды | Город       | Название стадиона   |
| ---------------- | ----------- | ------------------- |
| Жигули           | Тольятти    | Стадион «Строитель» |
| Восток           | Салават     | Стадион «Строитель» |
| Иргиз            | Балаково    | Стадион «Труд»      |
| Салават          | Салават     | Стадион «Строитель» |
| Строитель        | Октябрьский | Стадион «Нефтяник»  |
| Башкирия         | Уфа         | Стадион «Труд»      |

Прим.: Формально клуб «Восток» представлял город Владивосток. Гонка «Восток» — «Жигули» состоялась в Тольятти.